# Alexis Herman
Pour les articles homonymes, voir Herman.
Alexis Herman, née le 16 juillet 1947 à Mobile (Alabama) et morte le 25 avril 2025 à Washington, D.C., est une femme politique américaine. 
Membre du Parti démocrate, elle est secrétaire au Travail entre 1997 et 2001 dans l'administration du président Bill Clinton.

## Biographie
Alexis Herman est née le 16 juillet 1947 à Mobile en Alabama. Fille de l'homme politique Alex Herman et de l'institutrice Gloria Caponis, elle grandit dans une famille catholique. Son père devient le premier conseiller municipal (député d'un ward) noir de l'Alabama. Alexis Herman étudie au lycée Heart of Mary. En deuxième année, elle est suspendue pour avoir remis en question l'exclusion par le diocèse des élèves noirs des concours religieux auxquels participaient des élèves blancs. Après une semaine de protestation des parents des camarades noirs d'Herman, elle est réadmise.

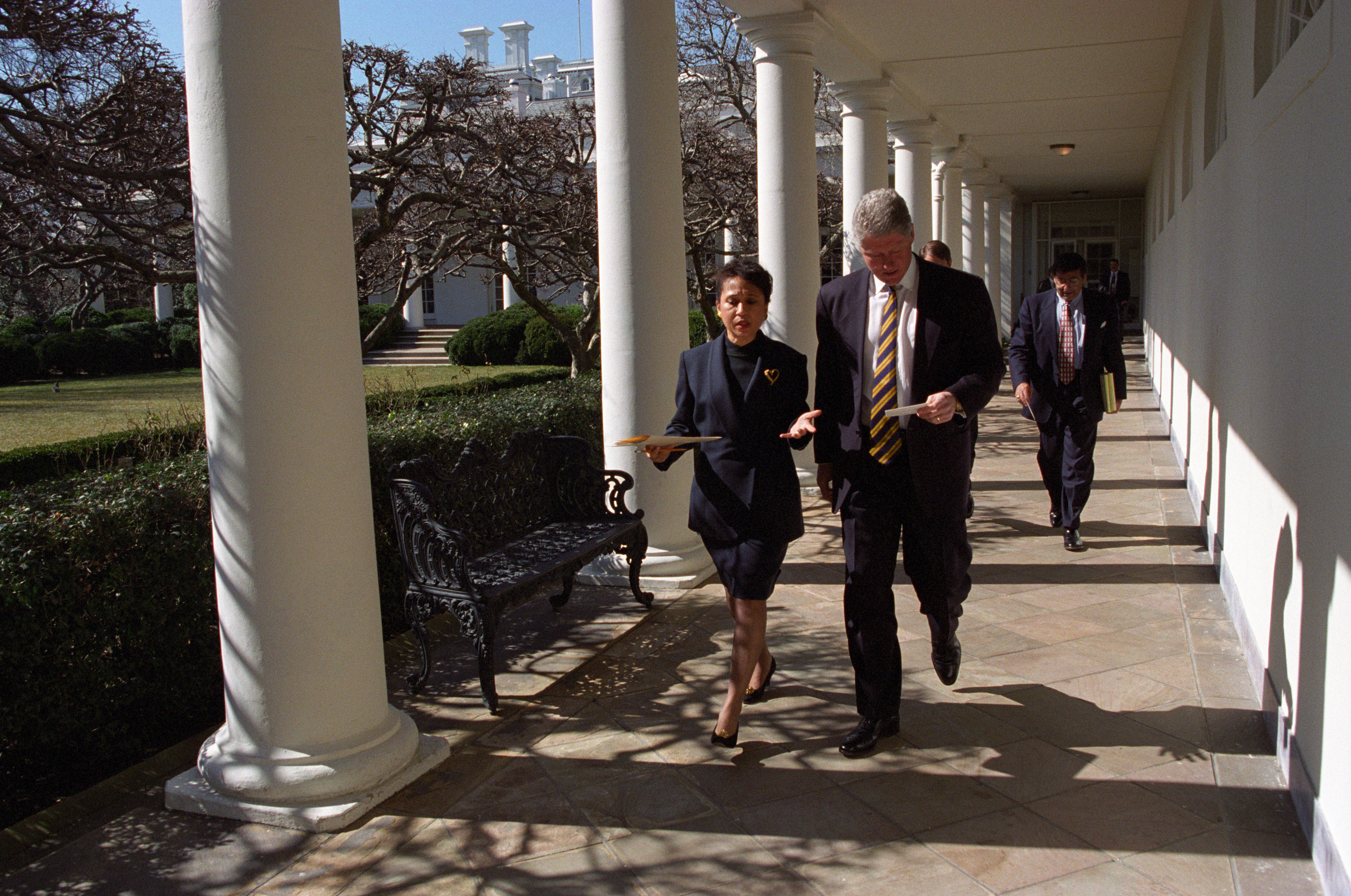
Alexis Herman et le président Bill Clinton sous les colonnes de la Maison-Blanche en 1995.

Après ses études, Alexis Herman travaille à améliorer les perspectives d'emploi des salariés noirs et des femmes. Elle rejoint ensuite l'administration du président Jimmy Carter, où elle est directrice du Bureau des femmes du département du Travail. Elle s'engage au sein du Parti démocrate et participe aux campagnes de Jesse Jackson, puis devient chef de cabinet du Comité national démocrate sous Ronald Brown. Elle rejoint le cabinet du président Bill Clinton en 1997.
Après la défaite d'Al Gore à l'élection présidentielle de 2000, Alexis Herman reste active dans la politique démocrate. Par ailleurs, elle siège au sein des conseils d'administration de sociétés telles que Coca-Cola et Toyota.
Alexis Herman soutient la participation des États-Unis à la Convention sur le travail des enfants de l'Organisation internationale du travail, un traité conçu pour protéger les enfants de moins de 18 ans de l'esclavage, de la traite, de la servitude et d'autres abus. 
En 2010, Alexis Herman est nommée au conseil d'administration du Clinton Bush Haiti Fund, une organisation caritative fondée par Bill Clinton et George W. Bush pour aider Haïti après le tremblement de terre de magnitude 7 Mw survenu en janvier de la même année.
La mort d'Alexis Herman à l'âge de 77 ans, à Washington, D.C., est annoncée le 25 avril 2025 par la fondation Clinton.